# Around the World (Bad Boys Blue)
Around the World è il quattordicesimo album in studio del gruppo musicale tedesco Bad Boys Blue, pubblicato nel 2003.

## Tracce
1. Around the World – 3:52
2. Cold as Ice – 4:18
3. Baby Come Home – 3:08
4. Think About You – 4:15
5. Lover on the Line – 3:49
6. A Bridge of Heartaches – 3:59
7. Join the Bad Boys Blue – 3:02
8. Babe – 3:48
9. Heaven or Hell – 3:58
10. I'm Your Lover – 3:38
11. I'm Living for Your Love – 3:45
12. Only One Breath Away – 3:58
13. Around the World (Remix) – 3:45
14. Lover on the Line (Extended Version) – 7:17

## Formazione
- John McInerney
- Andrew Thomas